# Putins Krieger
Putins Krieger – Russische Überläufer packen aus ist eine Dokumentations-Fernsehserie des ZDF aus dem Jahr 2024. Darin geben vier ehemalige russische Soldaten Einblicke in die russische Armee und berichten über Gewalt und Kriegsverbrechen im Zuge des russischen Überfalls auf die Ukraine, der russischen Beteiligung im Bürgerkrieg in Syrien sowie in russischen Gefangenenlagern.